# ハマダイ属
ハマダイ属 (ハマダイぞく、学名：Etelis) は、フエダイ科の下位分類群の一つ。殆どの種がインド洋と太平洋に分布するが、E. oculatus のみ西大西洋に分布する。

## 分類
本属は1830年にフランスの動物学者であるジョルジュ・キュヴィエによって、タイプ種であるハチジョウアカムツを唯一の種として記載された。属名はアリストテレスが種不明の魚類に対して使用した言葉に由来する。

## 下位分類
本属には2023年現在、次の種が属する。
- Etelis boweni Andrews, Fernandez-Silva, Randall & H.-C. Ho, 2021 (Bowen’s snapper)[4] オオアカムツ[5]
- Etelis carbunculus G. Cuvier, 1828 (deep-water red snapper) ハチジョウアカムツ
- Etelis coruscans Valenciennes, 1862 (deepwater longtail red snapper) ハマダイ
- Etelis oculatus (Valenciennes, 1828) (queen snapper)
- Etelis radiosus W. D. Anderson, 1981 (pale snapper) オオクチハマダイ

## 分布
主にインド洋と西太平洋に分布するが、E. oculatus は西大西洋の熱帯域に分布する。

## 形態
体は比較的細い紡錘形で、フエダイ科の中では中型。歯は小さく円錐形で、外側の歯が最も大きく、前部に1対または2対の犬歯がある。鋤骨歯は、V字型または三日月型に並ぶ。目と目の間は平らで、背びれは連続するが、棘条部と軟条部の間に切れ込みがある。背鰭は棘条10本、軟条10 - 11本で、尻鰭は棘条3本、軟条8本で構成される。背鰭と臀鰭には鱗がなく、各鰭の最後の条は比較的細長い。胸鰭は軟条15 - 17本で構成され、頭部よりは短い。尾鰭は二叉型で、切れ込みは深い。上下端は伸長する。体色は背側が赤や桃色で、側面や腹部は銀色または白っぽい色。

## 生態
水深90-450 mの中深層の岩場に生息する。単独または小さな群れを作り生活する。魚、イカ、甲殻類を捕食する。

## 人との関わり
多くの地域、特にインド洋と西太平洋の島々で重要な食用魚とされている。主に底延縄や深海釣りで漁獲され、食用魚として生鮮で販売される。